# バスター・マーティン
ピエール・ジーン・"バスター"・マーティン（Pierre Jean "Buster" Martin、1906年9月1日 ? - 2011年4月12日）は、1906年生まれと自称し、イギリスで最も高齢の被雇用者と称していた人物。
マーティンは、ロンドン南東部の有名な水道配管会社 Pimlico Plumbers 社で、車両清掃係として亡くなるまで働き続け、自称100歳の誕生日にも休みを取ろうとしなかった。2007年には、若者たちに襲撃された際に、自ら対抗して身を守ったことでもメディアの注目を集め、その勇敢な振る舞いについて、当時の自由民主党党首ミンギス・キャンベル (Menzies Campbell) は、「退職者世代だからといって見限ってはいけないこと示した生きた証拠」だと言及した。マーティンは、働くことをやめるつもりはないと述べた。
マーティンが主張する経歴については、出生年を含め、疑問も出されており、死んだ時点でも実際には97歳だったのではないかとも言われている。

## 生涯
『ガーディアン』紙のインタビューに対して、マーティンはフランスの「バスク地方の山の上で育った」と述べていた。マーティンによれば、母親は、奉公先の有力な一族のひとりによって身ごもり、やがて生まれた彼と母は、醜聞が広まるのを避けるために密かにイギリスへ渡ったのだという。母が修道院に、マーティンがコーンウォール州ボドミン (Bodmin) 近郊の慈善修道女会 (Sisters of Mercy) が運営する孤児院に入れられたとき、マーティンは3歳だった。マーティンによれば、バスター（Buster 壊し屋）という徒名がついたのは、3歳のときに「神父の鼻を殴った」からだという。後にマーティンはロンドンへ移り、ブリクストンの市場で、露天商の使い走りとして働き始め、以降90年近く続く仕事生活に入った。
マーティンは13歳のときに、ケント州トンブリッジ (Tonbridge) 出身で当時12歳だった後の妻イリアナ (Iriana) に出会った。マーティン自身によれば、ふたりは翌年フランスで結婚したという。マーティンは、「1920年に結婚したが、ここ（イギリス）では法律上結婚できなかったので、フランスまで行かなくちゃならなかった」と語っている。しかし、実際には当時のフランスで、親の同意の元に未成年が結婚できる年齢は男性が18歳、女性が15歳であり、親の同意なしに結婚できる年齢は21歳だった、ということは留意しておくべきである。マーティン夫妻は、イリアナが亡くなった1955年まで添い遂げたとされるが、イリアナの死亡証明にあたるものは何も見つかっていない。ふたりの間には、1921年から1934年にかけて17人の子どもが生まれたといわれ、「双子、三つ子、ひとりで生まれてきた子たちと、いろんな子どもがいた」とされ、その中には、ロベルト (Roberto)、ロゴリゲス (Rodrigues) という名の男の子たちや、ジョージーナ、ジョージア、ジゼル (Georgina, Georgia and Giselle) と名付けられた女の三つ子もいたというが、これについても出生を証明する記録は見つかっていない。マーティンは、子どもたちは皆、海外へ渡ったのだと述べていた。
マーティンによれば、彼は14歳のときにブリクストン市場を離れ、イギリス陸軍に入り、身体トレーニングのインストラクターになったという。マーティンは第二次世界大戦に従軍し、1955年に連隊付き上級曹長 (regimental sergeant major) で退役した。その後、「様々な仕事を渡り歩き」、彼は市場に戻り、97歳まで働いた。そこで働くことに飽きてきたマーティンは、市場の仕事を辞め、ロンドンの Pimlico Plumbers で、週20時間（週3日）働くという条件で、自身が主張する100歳の誕生日の3か月前に採用された。
マーティン自身が主張する100歳の誕生日に、雇い主は誕生日祝いのために休暇をとるよう勧めた。しかし、マーティンは当日も仕事に現れた。会社の同僚たちは、サプライズ・パーティーを会社の本部で行い、チェルシーFCの本拠地スタンフォード・ブリッジのスタジアムへのツアーを行った。2006年まで、マーティンは90年間働いて、病気を理由に仕事を休んだことは一回もないと語っていたが、この年には、陥入爪のために数か月仕事を休まざるを得なくなった。
2007年2月22日、地元のパブからバス停へと歩いていたマーティンは、3人の若者たちに背後から襲われた。マーティンは床に倒され、押しつぶされそうになったが、何とか身を守り、「ひとりの鼠蹊部を殴り、もうひとりを蹴った」という。若者たちは逃亡し、マーティンはふらふらになりながらも自力でキングス・カレッジ病院 (King's College Hospital) にたどり着き、一晩そのまま入院した。翌朝も、マーティンは仕事に出たが、上司たちは彼に仕事をさせなかった。
マーティンは、「（仕事を）辞めるのは、木の箱（棺）に入れられるときだ」と常々言っていた。マーティンはまた、高齢で働く人々について、「雇い主たちは、私たちのような人間を選ぶべきだよ。働きたいし、それで少しばかり金がポケットに入れば、ずっと活動的でいられるからね 。マーティンの上司チャーリー・マリンズ (Charlie Mullins) は、フランスのテレビ局のインタビューに応えて、マーティンを様々なパブリシティに使った結果、その人気とメディアから寄せられた関心のおかげで、売り上げが36%増加したと述べた
バスター・マーティンは、2011年4月12日に、自称104歳で死去した。

## ザ・ジマーズ
有名人の広報担当者として知られるマックス・クリフォード (Max Clifford) が関わり、マーティンは40人の老齢年金者から成るザ・ジマーズ (The Zimmers) という音楽グループに参加した。このグループは、BBCに所属する映画製作者ティム・サミュエルズ (Tim Samuels) が、イギリスにおける高齢者の疎外についてのドキュメンタリーを制作する中で結成されたものであった。ザ・ジマーズは、2007年にザ・フーの「マイ・ジェネレーション」のカバーで有名になった。マーティンは男性誌『FHM』の紙面にも「agony uncle（身の上相談のおじさん）」として登場し、読者に助言を述べた。

## ロンドンマラソン 2008
the Great Capital Run で10kmを2時間22分で、the Roding Valley Half Marathon でハーフマラソンを5時間13分で歩き通した後、マーティンは2008年のロンドンマラソンに参加した。新聞報道によると、マーティンは10時間ほどかけて歩き通した。ロンドンマラソン2008の公式記録では、5km、10km、15kmの通過タイムは記録されているが、ゼッケン番号32858だったバスター・マーティンのゴール時間は記録されていない。マーティンの伴走者4人 - Harmander Singh (32857), Samm Mullins (32856), Anil K Gupta (51611), Mirmal Singh Lotay (23984) - は、公式記録に9時間59分とタイムが残っている。もし、マーティンの年齢の主張が本当であれば、彼はマラソン参加者の世界記録になっていたかもしれない。この記録をもっていたのは、年齢証明のある98歳でマラソンを走ったディミトリオン・ヨルダニディス (Dimitrion Yordanidis) である。しかし、 ギネス世界記録は、出生日の証明がなされていないという理由で、マーティンを記録に考慮しないと述べた。ギネス世界記録の老年学分野の独立上級コンサルタントであるロバート・ヤング (Robert Young) は、自身が得た情報によるとマーティンは、1906年9月1日と1913年9月1日と、2つの異なる出生日がイギリスの国民保健サービスに登録されており、ロンドンマラソン当時は94歳であったと考えられると述べた。
ロンドンのブックメーカー William Hill は、リース・ダニエルズ財団（the Rhys Daniels Trust）に寄付されることになっていた、バスター・マーティンのマラソン完走に関わる賭けの賞金13,300ポンドの支払いを拒んだ。ブックメーカーは、パスポートや帰化証明書といった書類は「国籍の証明」にはなっても「自己申告」によって記載される年齢の証明にはならないとして、年齢を証明するために出生証明の提示を求めた。 『ロサンゼルス・タイムズ』紙の2008年4月12日の報道によれば、マーティンは「ビール、タバコ、赤身の肉をしっかりと摂取する食生活を送って」いたとされる。